# 김채운 (축구 선수)
김채운(한국 한자: 金埰韻, 2000년 3월 20일~)은 대한민국의 축구 선수이다. 포지션은 수비수이다. 현 강릉시민축구단에서 뛰고 있다.